# Sid Auffarth

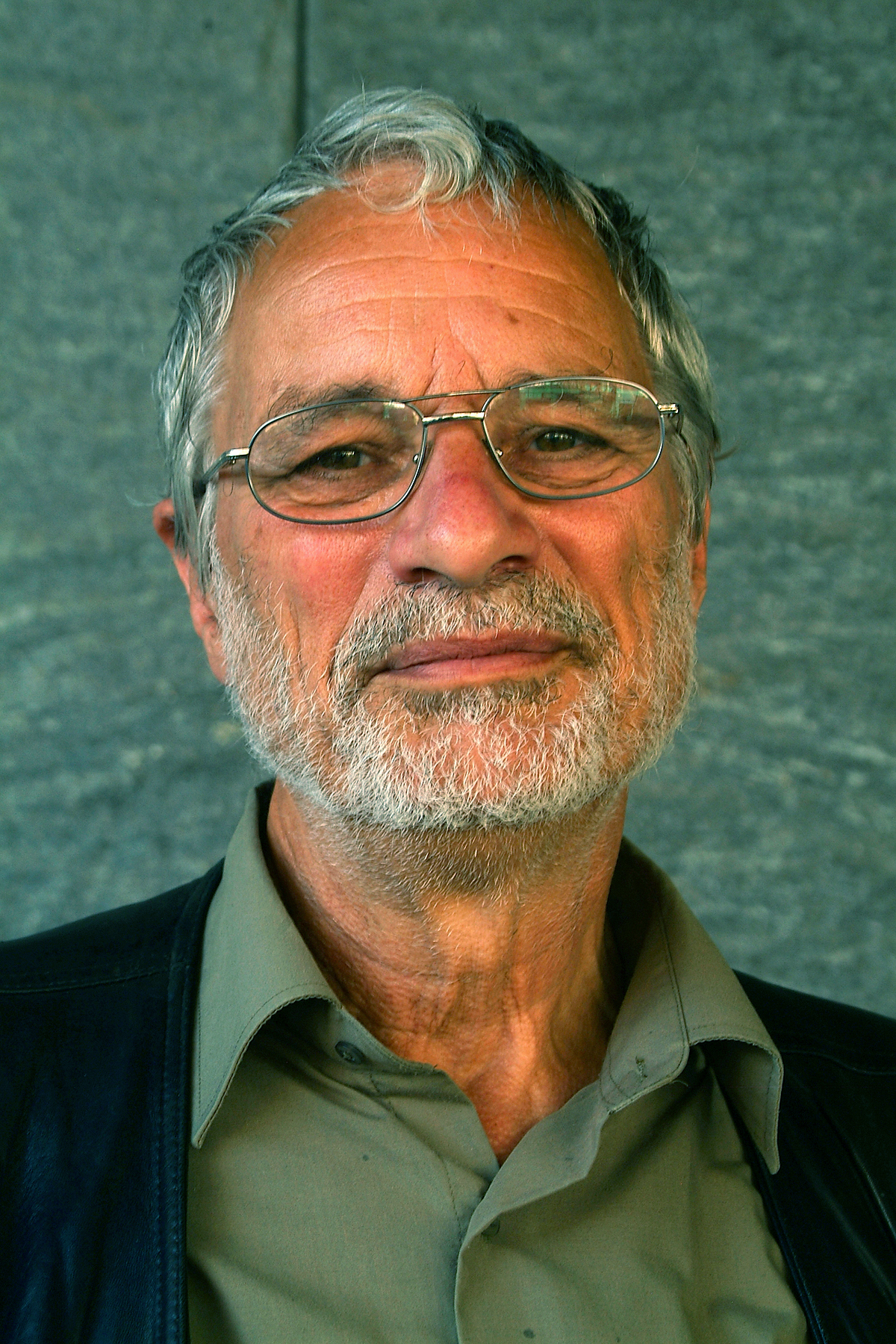
Sid Auffarth 2012 vor dem Historischen Museum Hannover am Tag des offenen Denkmals

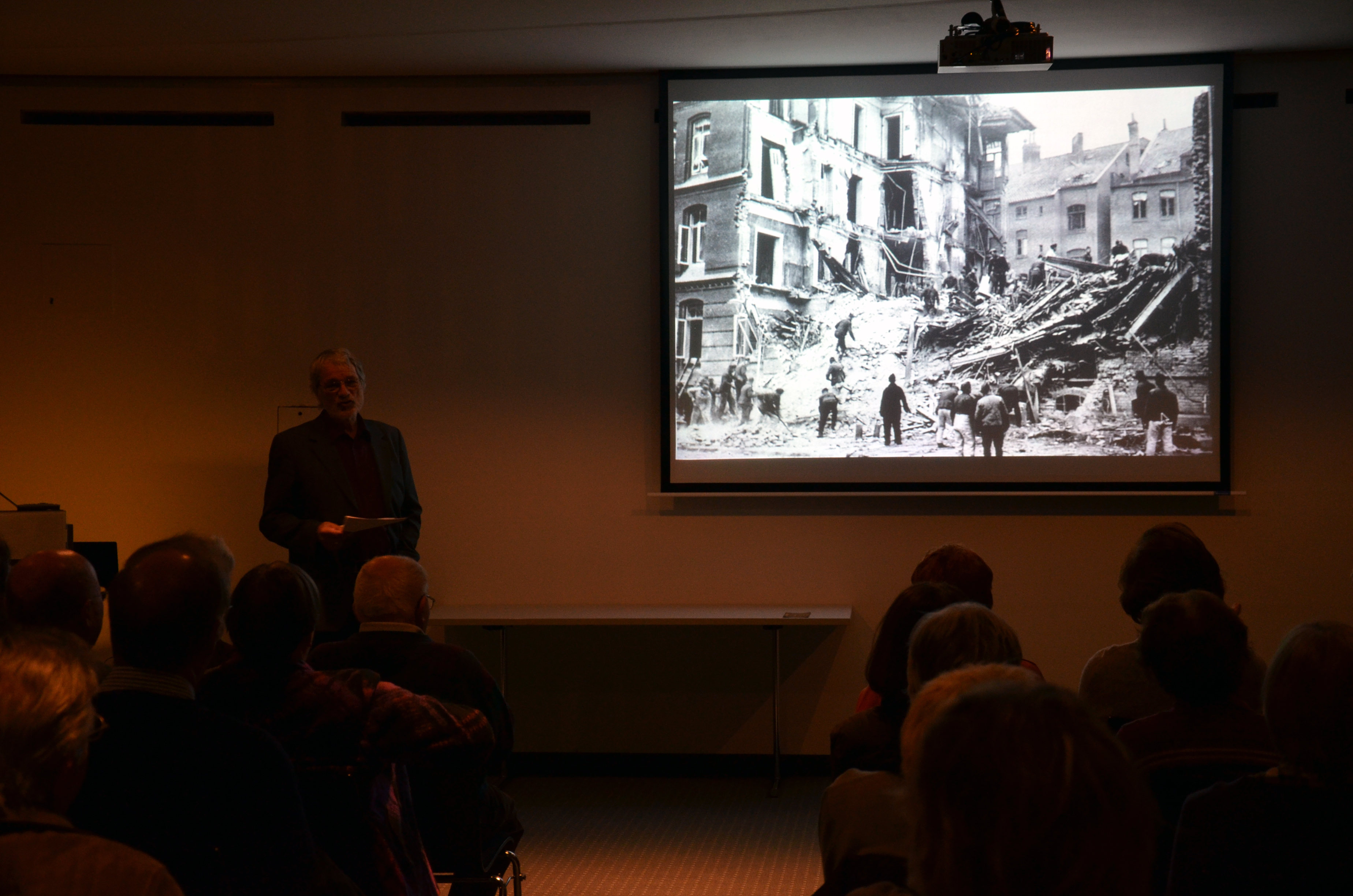
Auffarth referiert im Historischen Museum Hannover über Luftschutzbunker in Hannover, hier zum Bunker in der Friesenstraße

Sid Auffarth (* 1938 in Bremerhaven) ist ein deutscher Architekt, Stadtbau-Historiker und Autor insbesondere zur hannoverschen Stadtbaugeschichte.

## Leben und Wirken
Nach einer „durchgestandenen“ Maurerlehre studierte Auffarth Bauingenieurwesen und Architektur an der Technischen Hochschule Hannover sowie an der ETH Zürich. Seit 1971 lehrte und forschte er drei Jahrzehnte lang bis zur Pensionierung 2001 an der nunmehrigen Universität Hannover, zuletzt als Akademischer Rat an der Architekturfakultät in der Abteilung Stadtbaugeschichte bei Günther Kokkelink. Dort leitete er das Forschungsprojekt „Rudolf Hillebrecht und Hannover. Leitbilder und Planungen nach dem Zweiten Weltkrieg“. Kurz vor Ende seiner universitären Dienstzeit promovierte Sid Auffarth 1999 mit einer kumulativen Dissertation, die 23 bereits veröffentlichte Beiträge in Zeitschriften und Büchern zu einem Gesamtwerk zusammenfasst.
Auffarth gilt als „Hannoverkenner“ und hat sich vielfach in der Öffentlichkeit kritisch mit der baulichen Entwicklung Hannovers auseinandergesetzt, so auch 2011 mit Aktionen gegen den Abriss des denkmalgeschützten Landtagsgebäudes. Er war als Bürgeranwalt im 1995 gegründeten Bürgerbüro Stadtentwicklung aktiv und er war Vorstand der Baudenkmal-Stiftung Raum Hannover sowie (bis zu dessen unfreiwilliger Auflösung 2018) Ortkurator des Ortskuratoriums Hannover der Deutschen Stiftung Denkmalschutz.
Von 1994 bis 2018 veranstaltete Auffarth sogenannte „StadtRadTouren“ durch Hannover. Einige dieser thematischen Fahrradtouren sind von Auffarth auch als sogenannte „Audio.StadtRadTouren“ als jeweils 3- bis 5-minütige Audiodateien an Hörstationen zu erleben. Von besonderer Öffentlichkeitswirksamkeit sind Auffarths seit 2002 im Historischen Museum Hannover gegebene, baugeschichtliche Vortragsreihen.

## Mitgliedschaften, Ehrungen
Auffarth ist Mitglied im Netzwerk Baukultur Niedersachsen und Ehrenvorsitzender mehrerer Vereine.
2015 war er der achte Preisträger des Cord-Borgentrick-Steins des Heimatbundes Niedersachsen und der Stadt Hannover.

## Publikationen (Auswahl)
(chronologisch)
- (Als Bearbeiter, unter Mitarbeit von Olaf Thielecke): Festschrift für Georg Hoeltje. Hrsg. Institut für Bau- und Kunstgeschichte der Universität Hannover (=                                 Schriften des Instituts für Bau- und Kunstgeschichte der Universität Hannover, Bd. 5), Hannover 1988. (ohne ISBN)
- Die Kräfte des Wiederaufbaus – Am Beispiel Waterlooplatz/Regierungsviertel. In: Von Laves bis heute: über staatliche Baukultur. Hrsg. Stiftung Niedersachsen. Friedr. Vieweg und Sohn, Braunschweig und Wiesbaden 1988, ISBN 3-528-08736-6 (Google-Books, abgerufen am 3. Februar 2023), S. 131–151.
- Die „Königliche Bau-Commission“. Über die Schwierigkeiten mit der Stadtverschönerung. In: Harold Hammer-Schenk und Günther Kokkelink (Hrsg.): Laves und Hannover. Niedersächsische Architektur im neunzehnten Jahrhundert (revidierte Neuauflage der Publikation Vom Schloss zum Bahnhof...), Ed. Libri Artis Schäfer, Hannover 1989, ISBN 3-88746-236-X, S. 51–57.
- Studien zur neueren Bau- und Stadtbaugeschichte Norddeutschlands. Typologien und Strukturen in der Alltagsarchitektur [Wissenschaftliche Arbeiten in den Jahren 1976–1998]. Universität Hannover, Dissertation 1999 (kumulative Diss., 23 Teile)[11]
- (Hrsg. zusammen mit Adelheid von Saldern): Wochenend & schöner Schein: Freizeit und modernes Leben in den Zwanziger Jahren. Das Beispiel Hannover. Elefanten Press, Berlin 1991, ISBN 3-88520-407-X
- (Hrsg. zusammen mit Adelheid von Saldern, unter Mitwirkung von Richard Birkefeld): Altes und neues Wohnen: Linden und Hannover im frühen 20. Jahrhundert. Kallmeyersche Verlagsbuchhandlung, Seelze-Velber 1992, ISBN 3-7800-5256-3.
- Vom Unbehagen am Monumentalen. Notizen zur Baugeschichte des Niedersächsischen Landesmuseums in Hannover. In: Heide Grape-Albers (Hrsg.): Das Niedersächsische Landesmuseum Hannover 2002. 150 Jahre Museum in Hannover – 100 Jahre Gebäude am Maschpark. Festschrift zum Jahr des Doppeljubiläums. Niedersächsisches Landesmuseum, Hannover 2002, S. 96–129, ISBN 3-929444-29-1
- (Hrsg. zusammen mit Wolfgang Pietsch): Die Universität Hannover: Ihre Bauten, ihre Gärten, ihre Planungsgeschichte. Hrsg. im Auftrag des Präsidiums der Universität Hannover. Imhof Verlag, Petersberg 2003, ISBN 3-935590-90-3.
- (Hrsg. zusammen mit Ralf Dorn): Ein Leben für Hannover. Festschrift zum 100. Geburtstag von Rudolf Hillebrecht (geboren 1910 – gestorben 1999). Landeshauptstadt Hannover, Hannover 2010. (Ohne ISBN)
- (Zusammen mit Dietmar Lenk für Redaktion, Fotos): Franz Kühnemann – Architekt in Döhren. Ein humaner Realist 1877–1952, Hrsg. Franz-Kühnemann-Stiftung, Landwehrstraße 80, Hannover: Juli 2012.
- (Mehrere Beiträge), in: Stadtbilder – Zerstörung und Aufbau. Hannover 1939–1960. Begleitbuch zur Ausstellung im Historischen Museum Hannover, 11.9.2013 bis 18.5.2014. (= Schriften des Historischen Museums Hannover, Bd. 42), Eigenverlag des Historischen Museums Hannover, Hannover 2014, S. 77 ff, 107 ff., 115 ff, 123 ff.